# Robert Crane
Robotman è un supereroe DC Comics della Golden Age. Comparve per la prima volta in Star-Spangled Comics n. 7 (aprile 1942) e fu creato da Jerry Siegel, il co-creatore di Superman. Nonostante il nome, Robotman non è un robot; è un cyborg.

## Storia
Robotman è uno scienziato di nome Robert Crane, il cui cervello fu piazzato in un corpo robotico dopo essere ferito mortalmente. Dato che Crane doveva essere legalmente morto per i suoi assalitori perché potessero essere accusati di assassinio, la sua identità civile, accompagnata da una maschera perenne sul volto e da un paio di guanti, divenne Paul Dennis. Come Robotman, fu uno dei membri della squadra di eroi della seconda guerra mondiale, la All-Star Squadron. Combatté anche il crimine da solo con l'aiuto della sua spalla canina, Robotdog. Le sue storie erano leggere per natura, con situazioni stravaganti e molte scene comiche (solitamente fornite da Robotdog).

### Alleanze
Nel 1951, Crane aiutò Charles McNider, il Dottor Mid-Nite originale, a costruire i dispositivi di cui McNider necessitava per divenire Starman. McNider utilizzò tali dispositivi in quelle vesti per un anno e mezzo, per poi darle a David Knight, uno Starman del futuro che li utilizzò per il resto di quell'anno, prima di tornare al suo futuro e morire lì.
Si scoprì che Robotman fu uno dei tanti eroi convocati per la prima riunione dei membri fondatori della Justice League of America, precedentemente alla formazione originale della squadra, il che è un evento cancellato dai registri pubblici.
Robotman e il suo cervello si trasferirono nel corpo del suo assistente di laboratorio, Charles Grayson. Morendo di una malattia cerebrale, mentre il resto del suo corpo rimase sano, diede volontariamente una possibilità al suo mentore di vivere una vita umana.
Non più un cyborg, ricomparve nelle prime pagine di Stars and S.T.R.I.P.E., in cui prestava a Pat Dugan alcuni componenti del suo corpo robotico, al fine di poter perfezionare l'armatura di S.T.R.I.P.E.

## Versioni alternative
Nella serie The Golden Age della Elseworld, Robotman comparve come un eroe turbato e poi come criminale. La serie descrisse che, dopo la Seconda Guerra Mondiale, Robotman rinnegò volontariamente la sua umanità, sviluppando uno stato mentale inumano, concentrandosi sull'essere un robot. Lo si vide fermare una rapina in banca con la forza letale, e successivamente fu avvicinato da Tex Thompson (Mr. America), forma corrente di Ultra-Humanite. Non si sa cosa Humanite offrì o disse a Robotman per convincerlo, ma Robotman divenne un suo servo incondizionato, commettendo degli omicidi, e spesso stando vicino a Thompson durante le sue comparse politiche. Thompson lo rimproverò addirittura senza obiezioni da parte sua. Pubblicamente, Robotman era uno degli eroi arruolati pubblicamente per proteggere e servire la comunità al fianco di Thompson. Nella battaglia finale, Robotman uccise in modo brutale Miss America, prima che lei potesse rivelargli che Thompson era in realtà Ultra-Humanite. Un Hourman infuriato staccò una delle braccia di Robotman e mise fine alle pubbliche accuse verso Miss America. Mentre gli altri eroi affrontavano Dynaman, un Dan the Dyna-Mite trasformato, Paula Brooks (una criminale riformata, Togress) e Lance Gallant (Capitan Triumph), che divennero amanti nel corso della storia, si confrontarono con Robotman e lo sconfissero. Durante il combattimento, Robotman affermò di aver sempre saputo che Ultra-Humanite era nel corpo di Thompson e che non gli interessava. Alla fine, Gallant, rifiutandosi di trasformarsi in Capitan Triumph, infilò uno dei dardi della balestra di Tigress direttamente nella testa di Robotman. Questo causò l'esplosione dell'ex eroe e la folgorazione di Gallant, con grande dispiacere di Tigress e del fratello di Lance.